# Al-Alwa
al-Alwa (en árabe: الْعَلْوَة‎, romanizado: al-ʿAlwa) es una aldea en el sur de la gobernación de Hasaka, en el noreste de Siria.
El pueblo está ubicado en el río Jabur. Administrativamente, el pueblo pertenece a Nahiya al-Shaddadah del distrito de Hasaka.
El pueblo está habitado predominantemente por árabes. En el censo de 2004, tenía una población de 3409.